# Russisch-Turkse Oorlog (1806-1812)
De Russisch-Turkse Oorlog van 1806 tot 1812 was de zevende van elf oorlogen tussen het Russische Rijk en het Ottomaanse Rijk van 1676 tot 1917.
De oorlog brak uit in 1805-1806 toen de Ottomanen woiwode Alexandru Moruzi en woiwode Constantijn Ypsilanti, de Russisch-gezinde gospodars van haar vazalstaten Moldavië en Walachije afzetten. Aanvankelijk aarzelde Rusland om grote troepeneenheden in te zetten tegen de Ottomanen, aangezien de Russische relaties met het Frankrijk van Napoleon onzeker waren. Toen echter in 1811 een Frans-Russische oorlog op handen was, zocht het Russische Rijk een snel besluit voor haar zuidelijke grens. De Russische veldmaarschalk Koetoezov wist tijdens een militaire campagne van 1811 tot 1812 de Ottomanen te verslaan. 
De Ottomanen werden gedwongen Bessarabië af te staan aan de Russen door het verdrag van Boekarest op 28 mei 1812.
Russisch-Turkse Oorlog (1569-1570) · Russisch-Turkse Oorlog (1676-1681) · Russisch-Turkse Oorlog (1686-1700) · Russisch-Turkse Oorlog (1710-1711) · Russisch-Turkse Oorlog (1735-1739) · Russisch-Turkse Oorlog (1768-1774) · Russisch-Turkse Oorlog (1787-1792) · Russisch-Turkse Oorlog (1806-1812) · Griekse Onafhankelijkheidsoorlog (1821-1831) · Russisch-Turkse Oorlog (1828-1829) · Krimoorlog (1853-1856) · Russisch-Turkse Oorlog (1877-1878) · Kaukasusveldtocht (1914-1918)